# CBマラガ
バロンセスト・マラガ（Baloncesto Málaga, S.A.D.,）は、スペイン・アンダルシア州マラガ県マラガを本拠地とするプロバスケットボールチームである。リーガACB所属。別名「ウニカハ」

## 概要
1977年に発足。
ホームアリーナはパラシオ・デ・デポルテス・ホセ・マリア・マルティン・カルペナ。
2004-05シーズンはコパ・デル・レイ初優勝。
2005-06シーズンはリーガACB初制覇を果たした。
長らくユーロリーグやユーロカップへ参戦していたが、2021-22シーズンからFIBAが主催するバスケットボール・チャンピオンズリーグへ参戦。2023-24シーズンには初優勝した。

## 過去の成績
| シーズン  | リーグ    | 順位 |
| --------- | --------- | ---- |
| 1992-93   | リーガACB | 9位  |
| 1993-94   | リーガACB | 10位 |
| 1994-95   | リーガACB | 2位  |
| 1995-96   | リーガACB | 6位  |
| 1996-97   | リーガACB | 7位  |
| 1997-98   | リーガACB | 8位  |
| 1998-99   | リーガACB | 9位  |
| 1999-2000 | リーガACB | 8位  |
| 2000-01   | リーガACB | 4位  |
| 2001-02   | リーガACB | 2位  |
| 2002-03   | リーガACB | 3位  |
| 2003-04   | リーガACB | 4位  |
| 2004-05   | リーガACB | 3位  |
| 2005-06   | リーガACB | 1位  |
| 2006-07   | リーガACB | 8位  |
| 2007-08   | リーガACB | 4位  |
| 2008-09   | リーガACB | 3位  |
| 2009-10   | リーガACB | 4位  |
| 2010-11   | リーガACB | 8位  |
| 2011-12   | リーガACB | 9位  |
| 2012-13   | リーガACB | 9位  |
| 2013-14   | リーガACB | 4位  |
| 2014-15   | リーガACB | 3位  |
| 2015-16   | リーガACB | 6位  |
| 2016-17   | リーガACB | 4位  |

## 歴代所属選手
- アレックス・アブリネス
- カルロス・カベサス
- ホルヘ・ガルバホサ
- カルロス・ヒメネス
- ベルニ・ロドリゲス
- フラン・バスケス
- ハイメ・フェルナンデス
- カルロス・スアレス
- アルベルト・ディアス
- ジョエル・フリーランド
- ロバート・アーチボルド
- ガル・メケル
- イジー・ウェルシュ
- エラゼン・ローベック
- アール・キャロウェイ
- オマール・クック
- クリス・キング
- フアン・ディクソン
- デービッド・ベンワー
- ノリス・コール
- レイ・マッカラム
- ゲイリー・ニール
- ブライアン・ロバーツ
- カイル・ウィルトジャー
- ジェフ・ブルックス
- サス・サリン
- ヴィトール・ファベラニ
- パウラォン・プレステス
- アウグスト・リマ
- ジェイソン・グレンジャー
- ダニエル・サンティアゴ
- ホセ・オルティス
- フレデリック・ワイス
- フローラン・ピートラス
- アクセル・トゥーパン
- ネマニャ・ネドヴィッチ
- アダム・ヴァチンスキ
- リチャード・ヘンドリックス(英語版)
- ジョルジオス・プリンテジス
- フアン・イグナシオ・サンチェス
- ウォルテル・エルマン
- ミンダウガス・クズミンスカス
- ドマンタス・サボニス
- ハマディ・ンジャイ
- クリスチャン・アイエンガ
- ヤニック・ゾーサ